# Miłów
Miłów – wieś w Polsce, położona w województwie lubuskim, w powiecie krośnieńskim, w gminie Maszewo.
W latach 1975–1998 miejscowość administracyjnie należała do województwa zielonogórskiego.

## Urodzeni w Miłowie
3 lutego 1922 roku, urodził się tutaj Willi Reschke - AS Luftwaffe.

## Przejście graniczne
Znajdowało się tutaj rzeczne przejście graniczne do Niemiec.